# Бразильско-китайские отношения
Бразильско-китайские отношения — взаимоотношения между Федеративной Республикой Бразилия и Китайской Народной Республикой. Отношения были установлены в начале девятнадцатого века и продолжались до 1949, когда они были разорваны Китайской Народной Республикой. В 1974 отношения были снова восстановлены.
Оба государства являются членами ООН, БРИКС и др.

## История
Раннее совместное предприятие с участием Бразилии и Китая началось в 1812, когда королева Мария I (королева Португалии), сбежав в Бразилию основала чайную плантацию, на которой работали китайские рабочие.
В 1900 году новая волна мигрантов из Китая обосновалась в Сан-Паулу.
Дипломатические отношения с КНР были восстановлены в 1974 году.

## Экономика

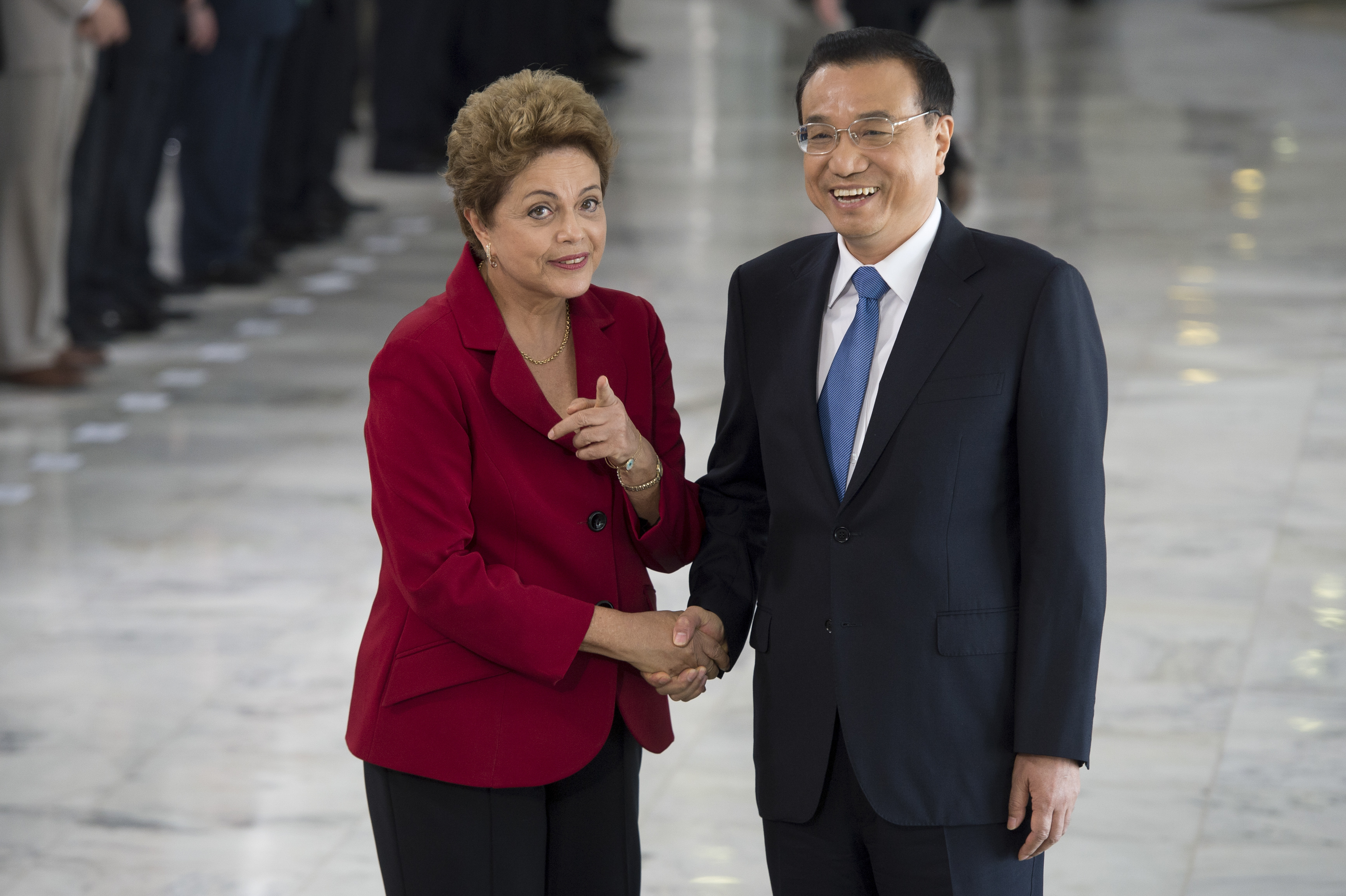
Дилма Русеф принимает китайского премьер министра Ли Кэцян во Дворце Планалту.

Китай стал крупнейшим торговым партнером Бразилии. Торговый оборот между двумя странами вырос с 6,7 млрд долларов в 2003 году до 36,7 млрд долларов в 2009 году. В 2012 году двусторонний товарооборот составил 85,7 млрд долларов.

### Клиринговая палата
Бразилия и Китай объявили о создании клиринговой палаты. Она обеспечит расчеты без использования доллара США, а также кредитование в национальных валютах.
В октябре 2023 года Китай и Бразилия впервые произвели расчеты по торговому соглашению между двумя компаниями в национальных валютах без использования доллара США.